# Goncourtprisen
Goncourtprisen (fransk Prix Goncourt) er en fransk litteraturpris med navn efter brødrene Goncourt. Den er uddelt hvert år siden 1903 af Goncourtakademiet. Prisen uddeles i november til en roman, der er udkommet i uddelingsåret. Den er den mest prestigefyldte franske litteraturpris. Prisen er et symbolsk beløb: 10 euro., men hæderen sikrer ofte forfatterne en betydelig indtægt.
Ud over hovedprisen, Le Prix Goncourt, findes en Goncourtpris til poesi, noveller, ungdomsbøger, biografier mv.

## Prismodtagere
- 1903 – John Antoine Nau, Force ennemie
- 1904 – Léon Frapié, La Maternelle
- 1905 – Claude Farrère, Les Civilisés
- 1906 – Jérôme og Jean Tharaud, Dingley, l'illustre écrivain
- 1907 – Émile Moselly, Le Rouet d'ivoire
- 1908 – Francis de Miomandre, Écrit sur de l'eau...
- 1909 – Marius-Ary Leblond, En France
- 1910 – Louis Pergaud, De Goupil à Margot
- 1911 – Alphonse de Chateaubriant, Monsieur des Lourdines
- 1912 – André Savignon, Les Filles de la pluie
- 1913 – Marc Elder, Le Peuple de la mer
- 1914 – Adrien Bertrand, l'Appel du Sol
- 1915 – René Benjamin, Gaspard
- 1916 – Henri Barbusse, Le Feu
- 1917 – Henri Malherbe, La Flamme au poing
- 1918 – Georges Duhamel, Civilisation
- 1919 – Marcel Proust, À l'ombre des jeunes filles en fleur (À la recherche du temps perdu)
- 1920 – Ernest Pérochon, Nene
- 1921 – René Maran, Batouala
- 1922 – Henry Béraud, Le Vitriol de la lune et Le Martyre de l'obèse
- 1923 – Lucien Fabre, Rabevel ou le Mal des ardents
- 1924 – Thierry Sandre, Le Chèvrefeuille, le Purgatoire, le Chapitre XIII
- 1925 – Maurice Genevoix, Raboliot
- 1926 – Henri Deberly, Le Supplice de Phèdre
- 1927 – Maurice Bedel, Jérôme 60° latitude nord
- 1928 – Maurice Constantin Weyer, Un homme se penche sur son passé
- 1929 – Marcel Arland, L'Ordre
- 1930 – Henri Fauconnier, Malaisie
- 1931 – Jean Fayard, Mal d'amour
- 1932 – Guy Mazeline, Les Loups
- 1933 – André Malraux, La Condition humaine
- 1934 – Roger Vercel, Capitaine Conan
- 1935 – Joseph Peyre, Sang et lumières
- 1936 – Maxence Van Der Meersch, L'Empreinte de Dieu
- 1937 – Charles Plisnier, Faux Passeports
- 1938 – Henri Troyat, L'Araigne
- 1939 – Philippe Heriat, Les Enfants gâtés
- 1940 – Francis Ambriere, Les Grandes Vacances
- 1941 – Henri Pourrat, Le Vent de Mars
- 1942 – Bernard Marc, Pareil à des enfants
- 1943 – Marius Grout, Passage de l'Homme
- 1944 – Elsa Triolet, Le Premier Accroc coûte 200 Francs
- 1945 – Jean-Louis Bory, Mon village à l'heure allemande
- 1946 – Jean-Jacques Gautier, Histoire d'un fait divers
- 1947 – Jean-Louis Curtis, Les Forêts de la nuit
- 1948 – Maurice Druon, Les Grandes Familles
- 1949 – Robert Merle, Week-end à Zuydcoote
- 1950 – Paul Colin, Les Jeux sauvages
- 1951 – Julien Gracq, Le Rivage des Syrtes
- 1952 – Béatrice Beck, Léon Morin, prêtre
- 1953 – Pierre Gascar, Les Bêtes
- 1954 – Simone de Beauvoir, Mandarins
- 1955 – Roger Ikor, Les Eaux mêlées
- 1956 – Romain Gary, Les Racines du ciel
- 1957 – Roger Vailland, La Loi
- 1958 – Francis Walder, Saint Germain ou la Négociation
- 1959 – André Schwartz-Bart, Le Dernier des Justes
- 1960 – Vintila Horia, Dieu est né en exil
- 1961 – Jean Cau, La Pitié de Dieu
- 1962 – Anna Langfus, Les Bagages de sable
- 1963 – Armand Lanoux, Quand la mer se retire
- 1964 – Georges Conchon, L'État sauvage
- 1965 – Jacques Borel, L'Adoration
- 1966 – Edmonde Charles-Roux, Oublier Palerme
- 1967 – André Pieyre de Mandiargues, La Marge
- 1968 – Bernard Clavel, Les Fruits de l'hiver
- 1969 – Félicien Marceau, Creezy
- 1970 – Michel Tournier , Le Roi des Aulnes
- 1971 – Jacques Laurent, Les Bêtises
- 1972 – Jean Carrière, L'Epervier de Maheux
- 1973 – Jacques Chessex, L'Ogre
- 1974 – Pascal Lainé, La Dentellière
- 1975 – Émile Ajar (Romain Gary), La Vie devant soi
- 1976 – Patrick Grainville, Les Flamboyants
- 1977 – Didier Decoin, John l'enfer
- 1978 – Patrick Modiano, Rue des boutiques obscures
- 1979 – Antonine Maillet, Pélagie la Charette
- 1980 – Yves Navarre, Le Jardin d'acclimatation
- 1981 – Lucien Bodard, Anne Marie
- 1982 – Dominique Fernandez, Dans la main de l'Ange
- 1983 – Frédérick Tristan, Les égarés
- 1984 – Marguerite Duras, L'Amant
- 1985 – Yann Queffelec, Les Noces barbares
- 1986 – Michel Host , Valet de nuit
- 1987 – Tahar Ben Jelloun, La Nuit sacrée
- 1988 – Érik Orsenna, L'Exposition coloniale
- 1989 – Jean Vautrin, Un grand pas vers le Bon Dieu
- 1990 – Jean Rouaud, Les Champs d'honneur
- 1991 – Pierre Combescot, Les Filles du Calvaire
- 1992 – Patrick Chamoiseau, Texaco
- 1993 – Amin Maalouf, Le Rocher de Tanios
- 1994 – Didier Van Cauwelaert, Un Aller simple
- 1995 – Andreï Makine, Le Testament français
- 1996 – Pascale Roze, Le Chasseur Zéro
- 1997 – Patrick Rambaud, La Bataille
- 1998 – Paule Constant, Confidence pour confidence
- 1999 – Jean Echenoz, Je m'en vais
- 2000 – Jean-Jacques Schuhl, Ingrid Caven
- 2001 – Jean-Christophe Rufin, Rouge Brésil
- 2002 – Pascal Quignard, Les Ombres errantes
- 2003 – Jacques-Pierre Amette, La Maîtresse de Brecht
- 2004 – Laurent Gaudé, Le Soleil des Scorta
- 2005 – François Weyergans, Trois jours chez ma mère
- 2006 – Jonathan Littell, Les Bienveillantes
- 2007 – Gilles Leroy, Alabama song
- 2008 – Atiq Rahimi, Syngué sabour. Pierre de patience
- 2009 – Marie NDiaye, Trois Femmes puissantes
- 2010 – Michel Houellebecq, La Carte et le Territoire
- 2011 – Alexis Jenni, L'Art français de la guerre
- 2012 – Jérôme Ferrari, Le Sermon sur la chute de Rome
- 2013 – Pierre Lemaitre, Au revoir là-haut
- 2014 – Lydie Salvayre, Pas pleurer
- 2015 – Mathias Énard, Boussole
- 2016 – Leïla Slimani, Chanson douce
- 2017 – Éric Vuillard, L'Ordre du jour
- 2018 – Nicolas Mathieu, Leurs enfants après eux
- 2019 – Jean-Paul Dubois, Tous les hommes n'habitent pas le monde de la même façon
- 2020 – Hervé Le Tellier, L'Anomalie
- 2021 - Mohamed Mbougar Sarr, La Plus secrète mémoire des hommes
- 2022 - Brigitte Giraud, Vivre vire
- 2023 - Jean-Baptiste Andrea, Veiller sur elle